# Episodi di Siska (prima stagione)
Gli episodi della prima stagione di "Siska" sono stati trasmessi per la prima volta in Germania nel 1998. In Italia, sono andati in onda in prima visione su Retequattro tra il 12 e il 19 gennaio 2001.
| nº | Titolo originale          | Titolo italiano      | Prima TV Germania | Prima TV Italia |
| -- | ------------------------- | -------------------- | ----------------- | --------------- |
| 1  | Der neue Mann             | Una nuova vita       | 30 ottobre 1998   | 12 gennaio 2001 |
| 2  | Frau Malowas Töchter      | Ricatto a luci rosse | 13 novembre 1998  | 12 gennaio 2001 |
| 3  | Tod einer Würfelspielerin | Tirando a sorte      | 11 dicembre 1998  | 19 gennaio 2001 |